# Parti islamique Dawa (Liban)
Le Parti islamique Dawa au Liban (arabe حزب الدعوة الإسلامية Ḥizb al Daʿwa al-Islāmiyya) était un parti islamiste chiite au Liban. Parti jumeau du plus grand parti islamique Dawa d'Irak, il a été fondé par des religieux chiites formés à Najaf et rentrant au Liban. Son guide spirituel était Cheykh Sayyed Mohammad Hussein Fadlallah.
Dawa a été fondée dans les années 1960. Comme son jumeau irakien, Dawa aurait « mis l'accent sur le secret extrême et les activités clandestines, conformément à la doctrine chiite traditionnelle de protection de la communauté contre la persécution ». En 1981, l'ambassadrice de France au Liban, Louise Delaware, a été tuée à Beyrouth. L'attaque a été pensée en représailles à l'octroi par la France d'un refuge au président iranien déchu Abolhassan Banisadr contre la volonté de la République islamique d'Iran.
À la suite de la révolution iranienne , le « clergé plus radical formé à Najaf » du Liban, avec « l'encouragement actif » de l'Iran, s'est détourné du parti, estimant que « la nature secrète et clandestine du parti » entravait son efficacité.
Il deviendra plus tard « un élément central de la création du mouvement Hezbollah en 1982 » et, à la fin de 1984, il fusionna avec ce « groupe parapluie » chiite radical mais plus ouvert, ainsi qu'avec d'autres groupes islamistes libanais - le Amal islamique, Organisation du Jihad islamique, l'escouade suicide de l'Imam Hussein, Jundallah (Soldats de Dieu) et Union des étudiants islamiques. Certaines parties du parti n’ont pas rejoint le Hezbollah et ont persisté jusqu’à ce qu’elles soient infiltrées par les services de renseignement syriens à la fin des années 1990. 
« L'héritage du parti libanais al-Da'wa a eu et continue d'avoir un fort impact sur l'idéologie, la direction et la structure organisationnelle » du Hezbollah.